# Anton Špiesz
Anton Špiesz (Udva, 1930. szeptember 21. – Bécs, 1993. január 14.) szlovák történész.

## Élete
Malackán töltötte gyermekkorát, ahol 1949-ben a helyi gimnáziumban érettségizett. Pozsonyban a Comenius Egyetemen végzett történelem szakon, majd a Szlovák Tudományos Akadémia Történeti Intézetében helyezkedett el. Főként gazdaságtörténettel foglalkozott.
1993-ban bécsi levéltári kutatása után megfagyott. Pozsonyban a Márton-temetőben nyugszik.

## Elismerései
- 1990 Szlovák Köztársaság Fővárosa Pozsony-díj
- 2003-ban utcát neveztek el róla Pozsony-Károlyfalun
- 2007 Pribina-kereszt I. osztály (in memoriam)

## Művei
- 1961 Manufaktúrne obdobie na Slovensku 1725-1825
- 1966 Poddaní v Tekove v 18. storočí. (tsz. Jozef Watzka)
- 1972 Remeslo na Slovensku v období existencie cechov
- 1975 Národnostný konflikt v Trnave roku 1709. In: Trnavský zborník I.
- 1978 Štatúty bratislavských cechov
- 1983 Slobodné kráľovské mestá na Slovensku v rokoch 1680-1780
- 1983/2021 Remeslá, cechy a manufaktúry na Slovensku
- 1987 Bratislava v 18. storočí
- 1992 Dejiny Slovenska na ceste k sebauvedomovaniu
- 2001/2018 Bratislava v stredoveku (társszerző)
- Ilustrované dejiny Slovenska

## Magyarul
- A XVIII. századi textilmanufaktúrák történetéhez; Akadémiai, Bp., 1960